# (1149) Volga
(1149) Volga ist ein Asteroid des Hauptgürtels, der am 1. August 1929 vom russischen Astronomen Evgenii Fjodorowitsch Skwortsow am Krim-Observatorium in Simejis entdeckt wurde.
Der Asteroid wurde am 1. Juni 1967 nach dem russischen Fluss Wolga benannt.